# Liste der Baudenkmäler in Wittlaer
Die Liste der Baudenkmäler in Wittlaer enthält die denkmalgeschützten Bauwerke auf dem Gebiet von Düsseldorf-Wittlaer, Stadtbezirk 5, in Nordrhein-Westfalen. Diese Baudenkmäler sind in der Denkmalliste der Stadt Düsseldorf eingetragen; Grundlage für die Aufnahme ist das Denkmalschutzgesetz Nordrhein-Westfalen (DSchG NRW).

## Baudenkmäler
| Bild                 | Bezeichnung                 | Lage                                                              | Beschreibung                                 | Bauzeit                  | Eingetragen seit   | Denkmal- nummer |
| -------------------- | --------------------------- | ----------------------------------------------------------------- | -------------------------------------------- | ------------------------ | ------------------ | --------------- |
| weitere Bilder       | Stationskreuz               | Am Krienengarten o. Nr. Karte                                     |                                              | 1770                     | 14. September 1994 | A 1319          |
| Haus Pfau            | Haus Pfau                   | Am Mühlenkamp 9 Karte                                             | Architekt: Bernhard Pfau, Bauhausarchitektur | 1934                     | 2. Mai 1990        | A 1205          |
| weitere Bilder       |                             | Am Mühlenkamp 16, 16a, 16b, 18, Talweg 13, 13a, 15, 15a, 17 Karte |                                              | Ende 18. /Anfang 19. Jh. | 10. Dezember 1992  | A 1251          |
| weitere Bilder       | Hof Kaldenberg              | Am Rittergut 1                                                    |                                              | 1715, 19. Jh.            | 20. Februar 1984   | A 542           |
| weitere Bilder       | Bodendenkmal Hof Kaldenberg | Am Rittergut 1                                                    |                                              | 16.–18. Jh.              | 10. September 2003 | A 1530          |
|                      |                             | An der Kalvey 11 Karte                                            |                                              | 1908–1909                | 28. Oktober 1991   | A 1230          |
| weitere Bilder       |                             | Bockumer Straße 326, 334 Karte                                    |                                              | 1771, 19. Jh.            | 14. Juni 1982      | A 114           |
|                      |                             | Duisburger Landstraße 37, 39 Karte                                |                                              | 19., 20. Jh.             | 29. Januar 1985    | A 817           |
| weitere Bilder       | Stiftungskirche Einbrungen  | Einbrunger Straße 62 Karte                                        |                                              | 1909                     | 20. Juni 1984      | A 638           |
| weitere Bilder       | „Dreiflügelhaus“            | Einbrunger Straße 63 Karte                                        |                                              | 1906                     | 20. Juli 1984      | A 664           |
| Meisterhäuser        | Meisterhäuser               | Einbrunger Straße 82a, 82b, 82c Karte                             |                                              | 1905                     | 29. Mai 2013       | A 1228          |
| weitere Bilder       | St. Remigius                | Kalkstraße 45 Karte                                               |                                              | 13. Jh.                  | 23. Juli 1982      | A 184           |
| weitere Bilder       | Gefallenen-Ehrenmal         | Kalkstraße o. Nr.                                                 |                                              | 1922                     | 18. Februar 1986   | A 968           |
| Kapelle Winkelhausen | Kapelle Winkelhausen        | Koenenkampweg o. Nr. Karte                                        |                                              | Ende 18. Jh.             | 6. Dezember 1984   | A 797           |
| weitere Bilder       |                             | Margaretenweg 3 Karte                                             |                                              | 1973                     | 15. März 2004      | A 1533          |
| weitere Bilder       | Haus Melbeck                | Melbecksweg 35 Karte                                              |                                              | Ende 19. Jh.             | 15. Dezember 1983  | A 496           |
| weitere Bilder       | Gut Niederhof               | Unterdorfstraße 2 Karte                                           |                                              | 1784, 19. Jh.            | 15. Februar 1984   | A 536           |
|                      |                             | Vikarieweg 13 Karte                                               |                                              | ca. 1840                 | 15. Januar 2004    | A 1529          |
| weitere Bilder       | Wasserwerk II               | Wasserwerksweg 47–75, 60 Karte                                    |                                              | ca. 1910                 | 7. Juli 1987       | A 1058          |